# Чайка (фотоаппаратура)

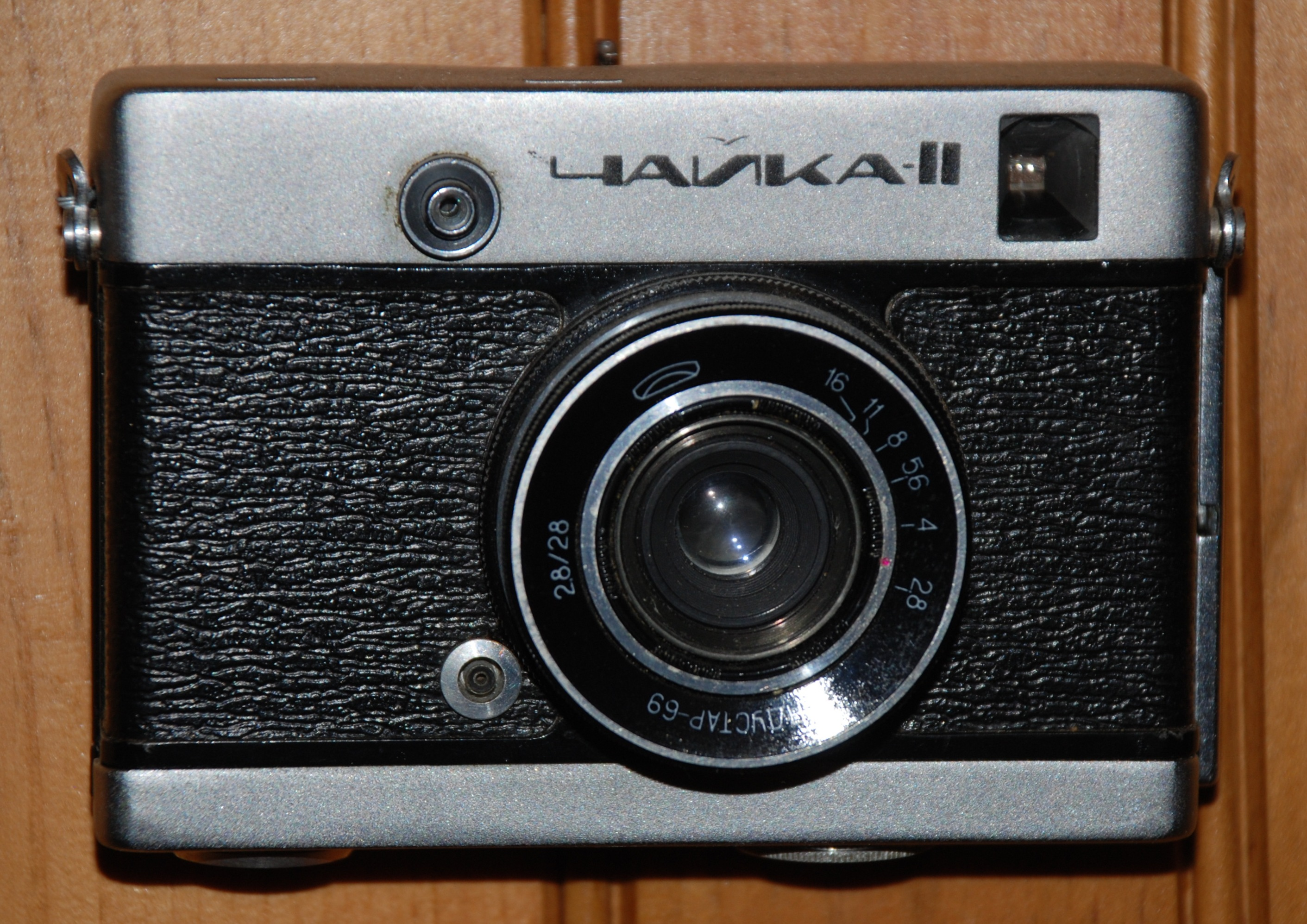
«Чайка-2»

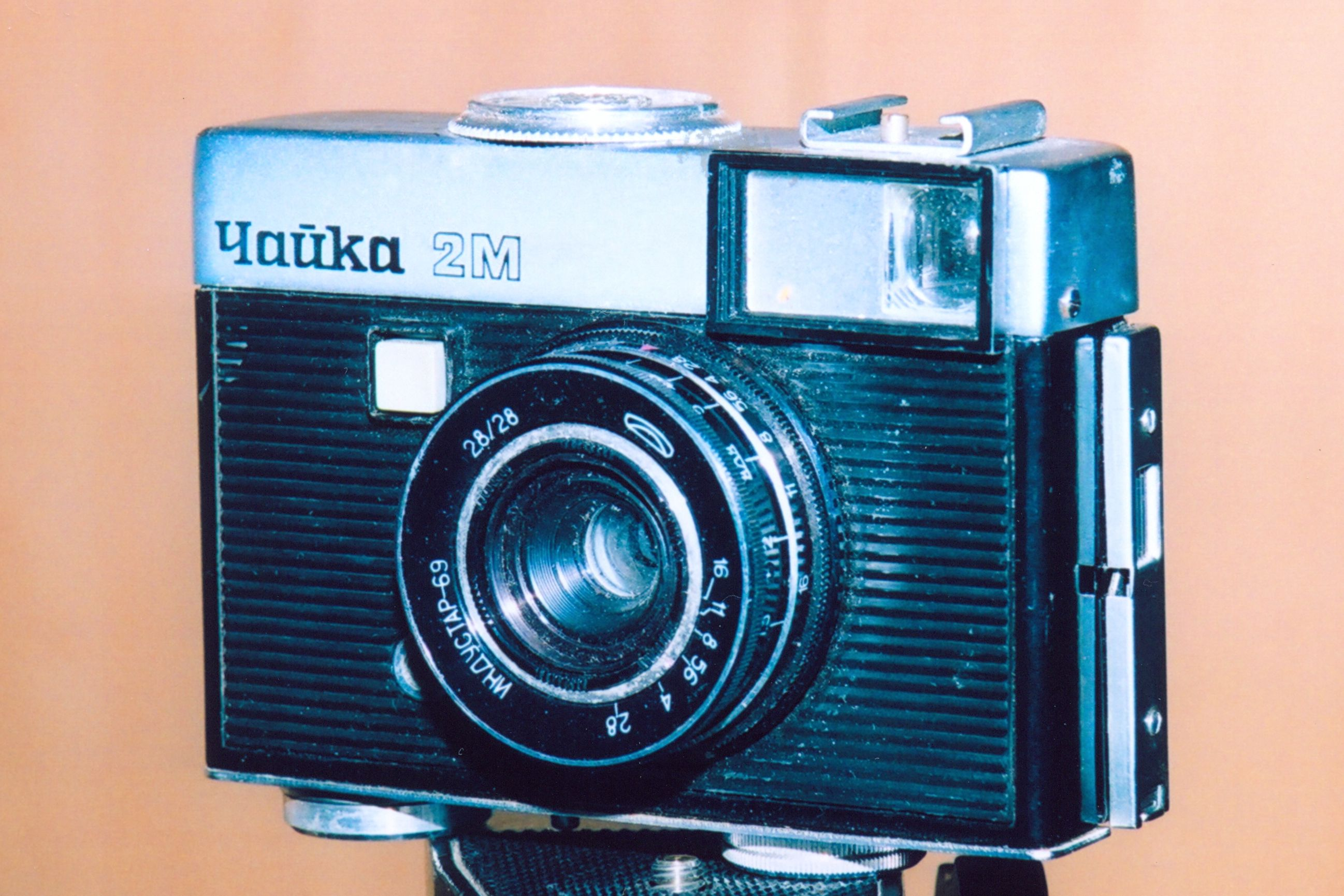
«Чайка-2М»

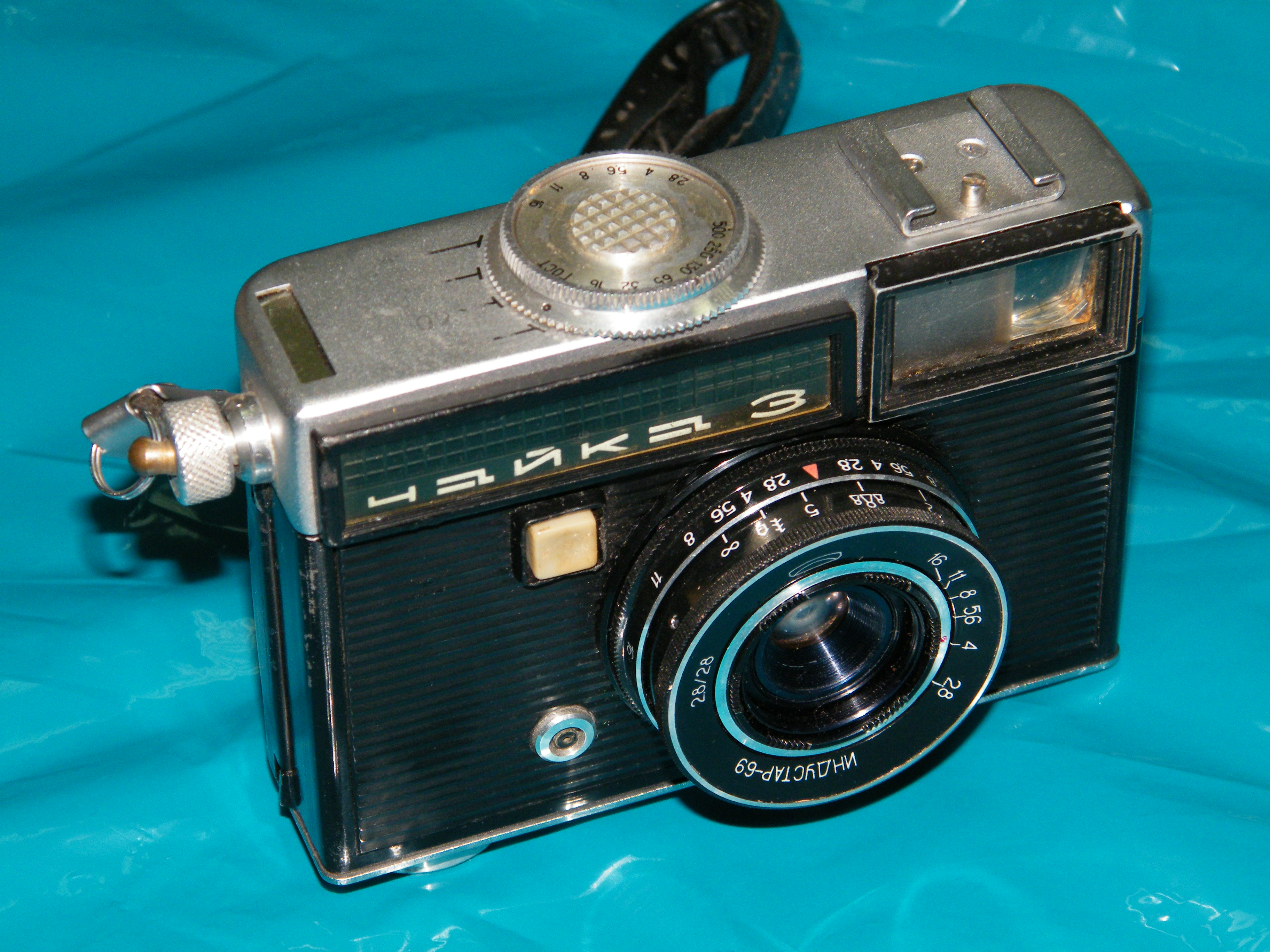
«Чайка-3»

«Чайка» («Чайка», «Чайка-2», «Чайка-2М», «Чайка-3») — серия советских шкальных полуформатных фотоаппаратов.
Названы в честь Валентины Терешковой (её позывной во время космического полёта — «Чайка»).
Выпускались в 1965—1974 годах Минским механическим заводом имени С. И. Вавилова (Белорусское оптико-механическое объединение).

## Технические характеристики
- Тип — шкальные полуформатные неавтоматические фотоаппараты.
- Тип применяемого фотоматериала — плёнка типа 135 в стандартных кассетах.
- Размер кадра — 18×24 мм.
- Корпус — металлический, с откидной задней крышкой.
- Курковый взвод затвора и перемотка плёнки (кроме модели «Чайка-3»).
- Приёмная катушка несъёмная.
- Объектив — «Индустар-69» 2,8/28. Начиная с модели «Чайка-2» объектив — съёмный, присоединительная резьба — М39×1, как у дальномерных «ФЭД» и «Зоркий», но рабочий отрезок другой (27,5 мм), поэтому объективы от дальномерных камер к «Чайкам» (и наоборот) не подходят. 
  - Диаметр резьбы под светофильтр — М22,5×0,5 мм.
- Затвор — центральный залинзовый, пятилепестковый, отрабатывает выдержки от 1/30 до 1/250 с и длительную «В» (только у моделей «Чайка», «Чайка-2» и «Чайка-2М»)[1].
- Синхроконтакт «X».
- Модель «Чайка-3» имела селеновый сопряжённый экспонометр, диск выдержек совмещён с диском калькулятора экспонометра (так называемая «четверть автоматики»).
- Наводка на резкость по шкале расстояний.
- Видоискатель оптический телескопический с увеличением 0,45×, на моделях «Чайка-2М» и «Чайка-3» — со светящейся рамкой.
- Счётчик кадров самосбрасывающийся при открывании крышки камеры (на модели «Чайка-2» сброс при оттягивании головки обратной перемотки плёнки).

## Модификации и производство
- «Чайка» — с 1965 по 1967 год, выпущено 171 400 штук. Наличие выдержки «В», несъёмный объектив.
- «Чайка-2» — с 1967 по 1972 год, выпущено 1 250 000 штук. Наличие выдержки «В», съёмный объектив.
- «Чайка-3» — с 1971 по 1973 год, выпущено 600 000 штук. Отсутствие выдержки «В», съёмный объектив, экспонометр, взвод затвора и перемотка плёнки на аппаратах раннего выпуска — маховичком на нижней панели, с 1972 года — курком на нижней панели.
- «Чайка-2М» — с 1972 по 1974 год, выпущено 351 000 штук. Вариант «Чайки-3» (с нижним курком, но без экспонометра). Вновь появилась выдержка «В», съёмный объектив.
- «Камера дежурная» — с 1970-е по 1980-е. Вариант «Чайки-2» с объективом "Индустар-50-2" (или "Гелиос-44"), дистанционным управлением, вмонтированный в едином корпусе со вспышкой "FIL-41" (или "FIL-41M") и электроприводом . Выдержка - 1/125 с. Предназначался для фотографирования лиц, доставленных в дежурные части милиции.